# MexicanaLink
MexicanaLink, una subsidiaria de Mexicana basada en el Aeropuerto Internacional de Guadalajara, fue la aerolínea alimentadora de Mexicana y de MexicanaClick, operando en mercados que no justificaban el uso de aviones más grandes, por considerarse rutas delgadas. Esta aerolínea fue la operadora regional, mientas que MexicanaClick era la aerolínea doméstica de precios bajos que competía con Interjet, Volaris y Viva. 
La presentación de la aerolínea a los medios se realizó el 10 de marzo del 2009. La ceremonia fue conducida por el primer ejecutivo del grupo Mexicana el Sr. Manuel Borja. También el Presidente de México Felipe Calderón Hinojosa se sumó a la ceremonia con un breve discurso. El evento se celebró en la base de Mantenimiento de Mexicana en el Aeropuerto Internacional de Guadalajara, Miguel Hidalgo.
El primer vuelo de esta aerolínea se realizó el 13 de marzo del 2009 a las 2:30 PM CST con salida desde Guadalajara (GDL) a Puerto Vallarta (PVR).

## Flota
La flota al cesar operaciones era la siguiente:

## Galería de fotos

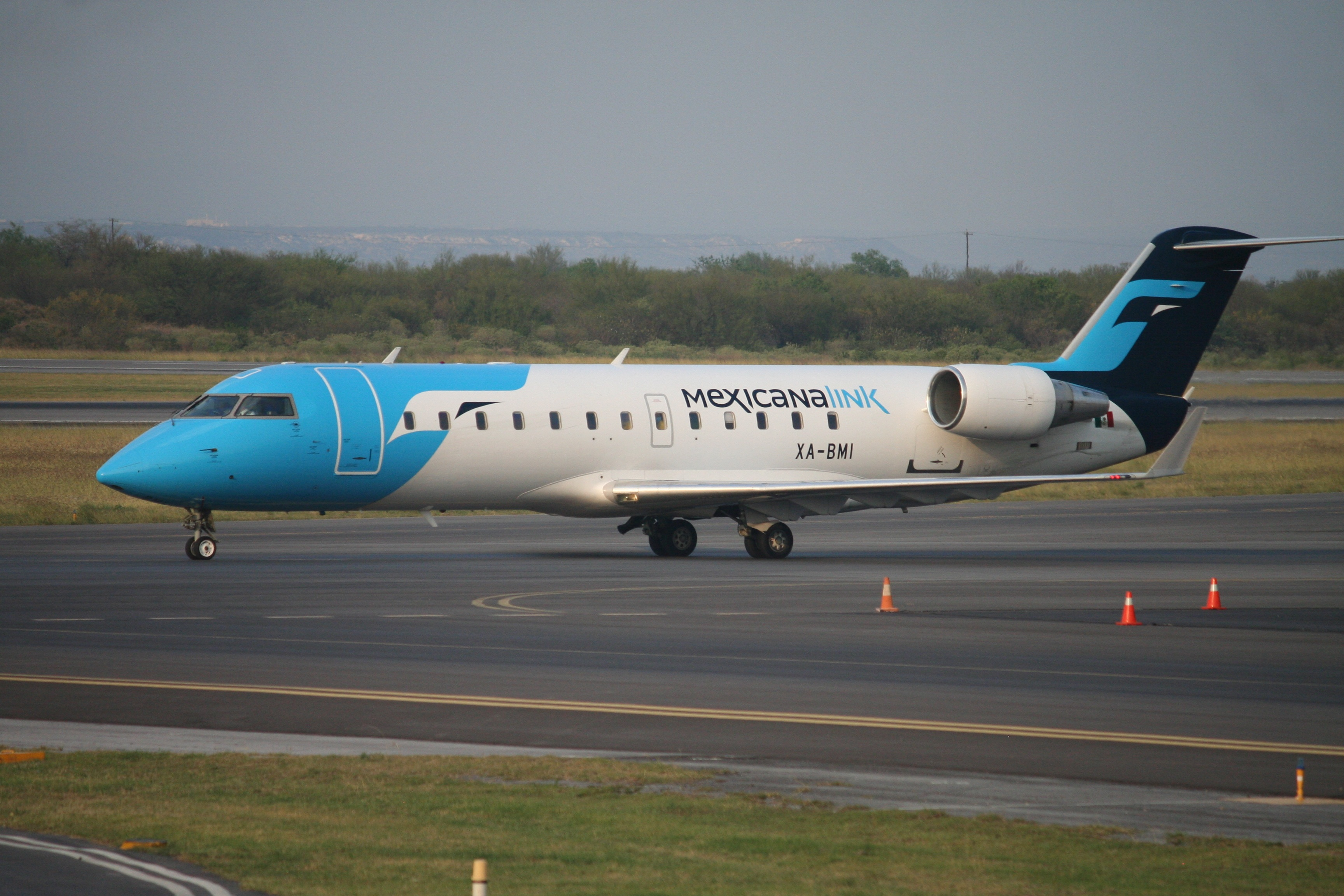
Bombardier CRJ-200ER (XA-BMI) de MexicanaLink en el Aeropuerto Internacional de Monterrey.
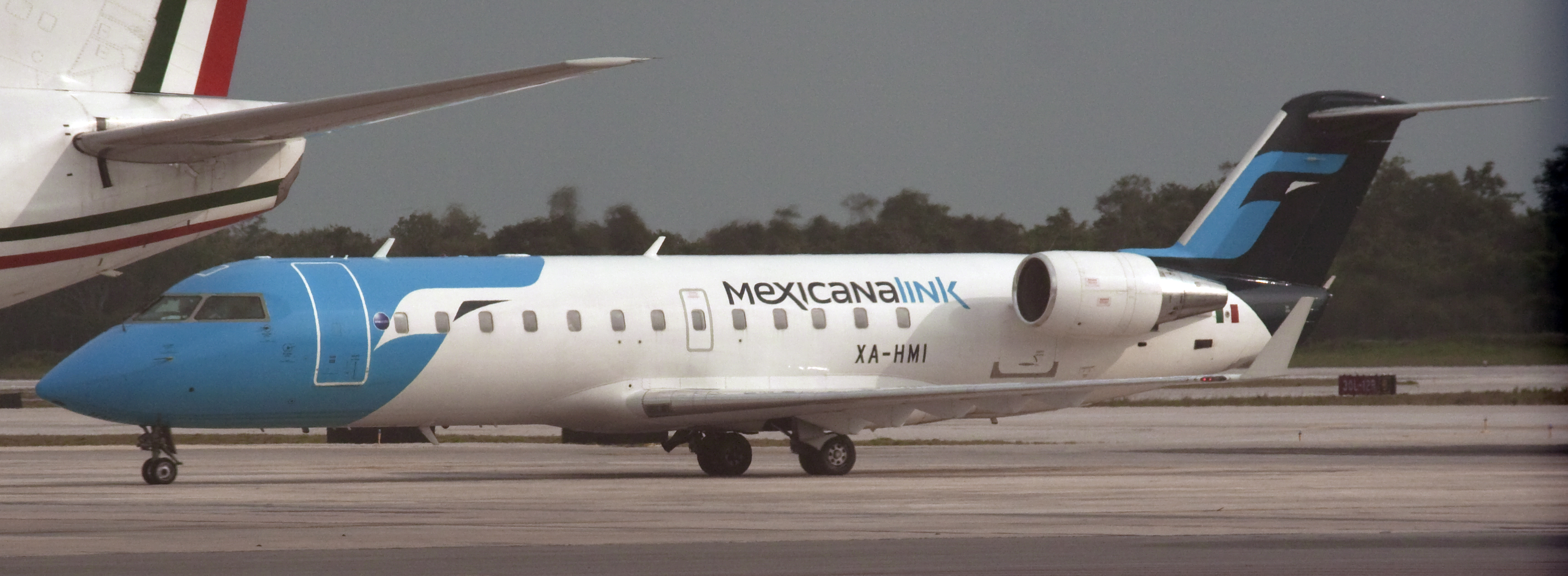
Bombardier CRJ-200ER (XA-HMI) de MexicanaLink en el Aeropuerto Internacional de Cancún.
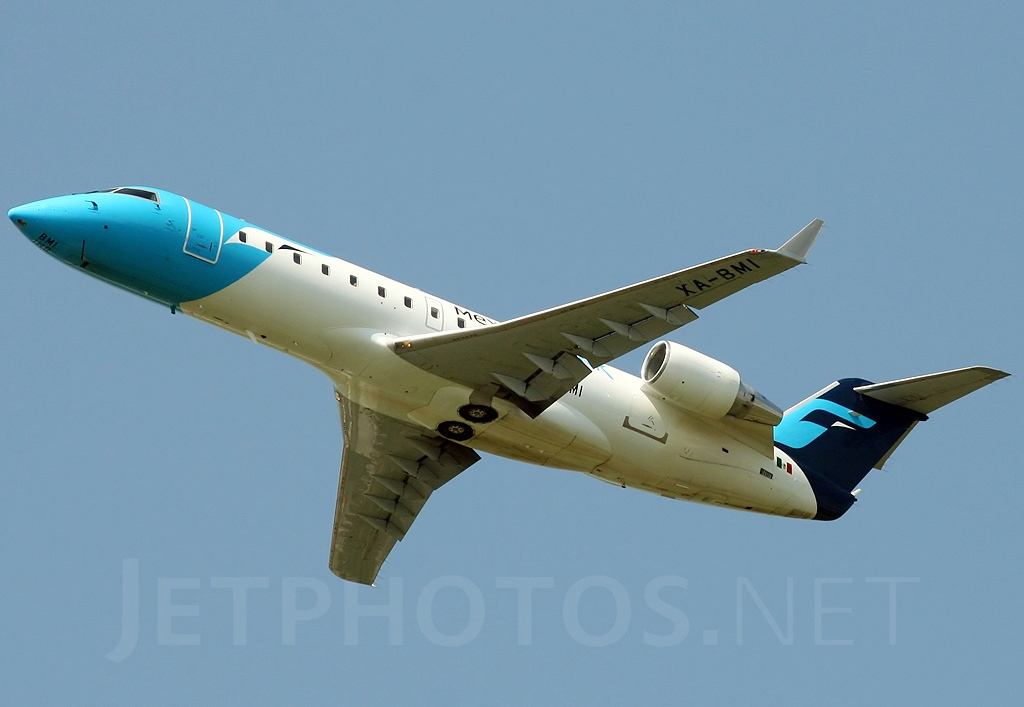
Bombardier CRJ-200ER (XA-BMI) de MexicanaLink despegando del Aeropuerto Internacional de Guadalajara.